# James Braid (Mediziner)

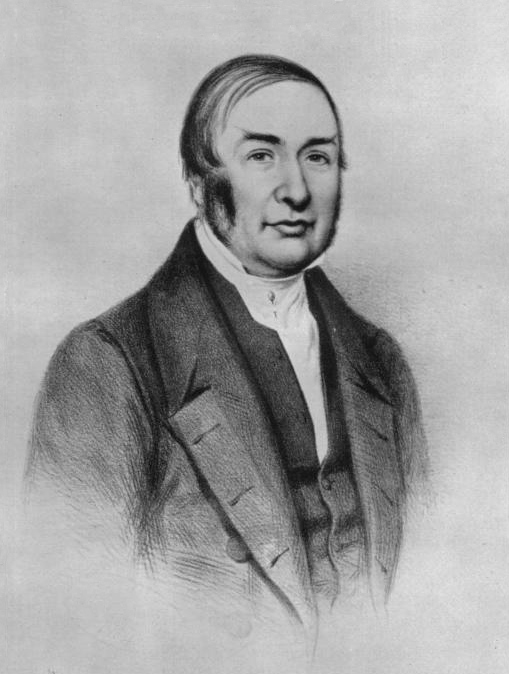
James Braid, vor 1855

James Braid (* 19. Juni 1795 in St. Serf Inch, Kinross-shire, Schottland; † 25. März 1860 in Manchester) war ein schottischer Chirurg und Hypnoseforscher. 

## Leben
James Braid war der dritte Sohn und das siebte und jüngste Kind von James Braid und dessen Frau Anne Suttie. 
Braid ging bei den Chirurgen Thomas und Charles Anderson in Leith in die Lehre und studierte als Teil der Lehre auch von 1812 bis 1814 an der Universität Edinburgh, wo er 1815 ein Chirurgendiplom erlangte. Anschließend fand er eine Chirurgenstelle bei den Bergwerken in Leadhills. Am 17. November 1813 heiratete er Margaret Mason (1792–1869). In der Zeit in Leadhills hatte das Paar vier Kinder, von denen zwei später das Erwachsenenalter erreichten.
1825 eröffnete Braid eine eigene Praxis in Dumfries, zog aber 1828 nach Manchester, wo er bis zu seinem Tod praktizieren sollte. Als studierter Chirurg war er Mitglied in zahlreichen wissenschaftlichen Vereinigung des Königreichs; er galt als Kapazität bei der Behandlung von Fehlbildungen, insbesondere von Klumpfuß, und war auch als Augenchirurg bekannt.
Braid wurde im November 1841 durch eine Demonstration des Magnetiseurs Charles Lafontaine (1803–1892) auf den „Animalischen Magnetismus“ aufmerksam. Nach weiteren Vorführungen des Magnetiseurs war Braid überzeugt, dass es sich um ein wissenschaftlich ergründbares Phänomen handele. Anders als von den Magnetiseuren wie Lafontaine propagiert, glaubte Braid nicht an eine Verwandtschaft zum physikalischen Magnetismus. In seinen Untersuchungen und Experimenten gelang es ihm, sich selbst in einen Trancezustand zu versetzen, sowie Lafontaines Magnetisier-Experiment ohne Körperkontakt zu reproduzieren. Noch im selben Monat, im November 1841, postulierte er eigene, neue Theorien über einen psychophysiologischen Zusammenhang und prägte hierfür den Ausdruck Neurohypnology (Neurohypnotismus, in Anlehnung an das griechische Wort für Schlaf hypnos), welches er später auch zu Neurypnology verkürzte. Braid definierte seinen Neuro-Hypnotismus auch als nervous sleep, der vom natürlichen Schlaf signifikant abweiche. Der heutige Begriff der Hypnose war bereits 1820 in Frankreich geprägt worden, und auch Braid verwendete dieses Wort (als hypnosis für den somnambulen Schlaf) der Kürze halber. Im Original seines Buches Neurypnology von 1843, mit dem er seine Entdeckung des Hypnotismus bekannt gab, ist entgegen anders lautenden Informationen keine Rede vom Gott des Schlafes Hypnos. 
Die verschiedentlichen okkulten Erklärungen rund um das Phänomen lehnte Braid ab, wurde aber dennoch 1842 von dem calvinistischen Prediger Hugh M‘Neile mit den „satanischen“, okkulten „Hexern“ wie Lafontaine gleichgesetzt, die das „Werk des Teufels“ praktizierten. Dies veranlasste Braid zu Gegendarstellungen, skeptisch aufgenommenen Berichten an die wissenschaftlichen Vereinigungen, bei denen er Mitglied war, sowie 1843 zur Veröffentlichung seines Buches zu dem Thema. 1844 gab er in Manchester einen vielbeachteten öffentlichen Vortrag.
Um 1852/53 prüfte Braid auch die Experimente von Michael Faraday und William Benjamin Carpenter zur okkulten Praxis des Tischerückens (vergleichbar dem Gläserrücken), welches über lange Zeit mit Geistern erklärt wurde, danach mit einer ektenischen Kraft der Seance-Teilnehmer. Braid bestätigte hingegen die Theorien seiner Kollegen zum ideomotorischen Prinzip.
Zu einer Zeit, als in der medizinischen Anästhesie gerade die allerersten erfolgreichen Versuche durchgeführt wurden, war die Hypnose eine der wenigen Methoden zur Schmerzstillung bei Operationen. In Großbritannien wurde er nach seinem Tod 1860 kaum noch beachtet, in Frankreich hingegen wurden seine Ideen aufgegriffen. Kurz vor seinem Tod hatte Braid seinem französischen Kollegen Étienne Eugène Azam ein heute verlorenes Manuskript über den Hypnotismus, welches Wort er als hypnotism (für das alte mesmerism) benutzte, gesandt.

## Schriften
- James Braid: Neurypnology; or the rationale of nervous sleep, considered in relation with animal magnetism. Illustrated by numerous cases of its successful applications in the relief and cure of disease. John Churchill, London 1843.
- James Braid: Hypnotic therapeutics, illustrated by cases. With an appendix on table-moving and spirit-rapping, reprinted from The Monthly Journal of Medical Science, July (1853), p. 20.
- James Braid: Die Suggestion und ihre Heilwirkung. Übersetzt von Sigmund Freud, Leipzig und Wien 1882.
- William Thierry Preyer: Die Entdeckung des Hypnotismus. Dargestellt von W. Preyer … Nebst einer ungedruckten Original-Abhandlung von Braid in Deutscher Uebersetzung Verlag von Gebrüder Paetel, Berlin 1881.
- William Thierry Preyer: Der Hypnotismus: Vorlesungen gehalten an der K. Friedrich-Wilhelm’s-Universität zu Berlin, von W. Preyer. Nebst Anmerkungen und einer nachgelassenen Abhandlung von Braid aus dem Jahre 1845. Urban & Schwarzenberg, Wien 1890.